# Aethia
Aethia Merrem, 1788 è un genere di uccelli caradriformi della famiglia Alcidae.

## Etimologia
Il termine Aethia deriva dal greco αίθυια, termine che indicava un non meglio identificato uccello marino. La stessa parola, con una traslitterazione diversa (Aythya) è utilizzata per indicare un genere ben distinto di uccelli della famiglia degli Anatidi.

## Descrizione
Le specie appartenenti al genere Aethia sono uccelli marini di piccole dimensioni (85-300 g)

## Biologia
Si cibano prevalentemente di copepodi, meduse, ctenofori, di krill ed altri tipi di zooplancton.
Nidificano in colonie che raggiungono il milione di individui, depongono un solo uovo in una fenditura naturale e lo covano per 25-36 giorni; il pulcino metterà le piume 25-35 giorni dopo la schiusa.

## Distribuzione e habitat
Il genere è distribuito nelle regioni settentrionali dell'Oceano Pacifico (Mare di Bering, Mare di Okhotsk, Golfo di Alaska e Isole Aleutine).

## Tassonomia
Il genere comprende le seguenti specie viventi:
- Aethia psittacula (Pallas, 1769) - alca minore pappagallo
- Aethia pusilla (Pallas, 1811) - alca minima
- Aethia pygmaea  (J.F.Gmelin, 1789) - alca minore dalle redini
- Aethia cristatella (Pallas, 1769) - alca minore crestata

È stata inoltre descritta una specie fossile del tardo Miocene
.
- † Aethia rossmoori